# Megamax
A Megamax az AMC Networks International, valamint a Minimax idősebbeknek szóló társcsatornája volt. A csatorna elsősorban a Minimaxból kinőtt, 7-14 éves fiúknak szóló sorozatait sugározta.
Magyarország, Csehország és Románia egy adást látott, ezért háromnyelvű feliratokat vetítettek az inzertekben és az ajánlókban. Reklámidőben külön sávokat kaptak a cseh és a román hirdetések. Magyar hirdetések nagyon ritkán jelentek meg, legtöbbször csak hosszú kisfilmeket sugárzott.

## Története

### A csatorna indulása és története
A csatorna elindítására a Chellomedia 2011. február 10-én kapta meg a cseh médiahatóságtól az engedélyt, mely az akkori tervek szerint a UPC Direct hálózatában sugárzott volna először. Ezt 2011. február 13-án korrigálták, hogy a csatorna a Zone Clubbal egy sávon lesz egyelőre vehető. A Megamax végül 2011. április 18-án 16 órakor indult el a Zone Clubbal egy sávon. Egyébként nem ez volt az első alkalom, hogy a Zone Club műsorideje nem folyamatos: 2004. szeptember 13-ától 2006. december 31-ig a TV2 kábelcsatornája, az Írisz TV volt látható főműsoridőben.
A Megamax kezdetben napi 6 (16–22 óra), majd 2011. szeptember 20-tól napi 9 (13–22 óra), majd 2011. december 1-től napi 15 órában (7–22 óra) sugárzott. A fennmaradó időben a Zone Club műsora volt látható egészen 2012. február 1-ig, onnantól ugyanis önálló csatorna lett, a Zone Club pedig megszűnt.
A Megamax 2011-ben 600 ezer háztartásban vált elérhetővé, fő célcsoportja pedig a 7-14 éves fiú korosztály volt.
2012. november 19-től Romániában, míg az év december 1-től Csehországban is elindult.
2013. december 1-jén szélesvásznú adásra váltott, valamint ugyanebben az évben indult el a honlapja is.
A Megamax azon csatornák egyike volt, amely 9 éven át egyszer sem cserélte le a logóját, se az arculatát, akárcsak a C8 vagy az M3. Az arculatot a Red Bee Creative stúdió tervezte, amely 2005-ig a BBC-hez tartozott BBC Broadcast néven.
2014. április 1-jén, a C8 indulásával a Megamax egyike volt az AMC azon csatornáinak, amelyből ízelítőt mutatott be a MinDig TV-n.
2014. október 1-jén 24 órás sugárzásra váltott.

### Leépülés
A leépülés első jele 2017 júniusában jelentkezett, amikor a Minimax a csatorna két sorozatát (Chima legendái, Super 4) is átvette. Ennek következtében az azóta már megszűnt gyerekműsorokkal foglalkozó hírportál, a Toonsphere találgatási cikket írt a csatorna Minimaxszal való összeolvasztásáról.

A csatorna a premierözön leállításáig 64 animációs sorozatot mutatott be. 2017 szeptemberében volt az utolsó rajzfilmpremier, az év októberében pedig a legutolsó országos tévépremier. 2018. május 1-jén a Toonsphere megírta, hogy fél éve semmilyen premierrel nem jelentkezik a csatorna. A cikk utolsó bekezdése:
"A Minimax nyitása az idősebb korosztály felé, és a nulla premier a Megamaxon egyre inkább megerősíti tavalyi találgatásunkat, mi szerint a Megamax a Minimaxba olvadva megszűnhet."

### Megszűnés
A csatorna megszűnését az AMC 2019. november 4-én jelentette be. A DTV News ezután megkereste az AMC-t, akik ezzel válaszoltak:
"Alapos mérlegelés után úgy döntöttünk, hogy 2019. december 31-ét követően kivezetjük a Megamax csatornát a hazai televíziós kínálatból. Folyamatosan optimalizáljuk a portfóliónkat, és ez a változás ennek a folyamatnak az eredménye. A társaság gyerekcsatorna-portfóliójához tartozó JimJam és a Minimax változatlanul kiemelt figyelmet kap, a befektetések folyamatosak. Mindkét csatorna tartalmi kínálatát folyamatosan bővítjük, a világ számos országában népszerű JimJam arculata pedig éppen egy évvel ezelőtt újult meg. A Megamax bezárása a társaságunk más csatornáit semmilyen formában nem érinti."
2020. január 1-jén az AMC-nél a csatorna megszűnése mellett más is történt. Az akkori tervek szerint a teljes csatornaportfólió kikerült volna a DIGI kínálatából, melyre végül nem került sor, illetve ezen a napon indult el - pontosan 12 év után kiolvadva a nemzetközi adásból - a 100%-ban magyar JimJam is, néhány kábelszolgáltatónál ez a feed került a Megamax helyére. A Telekom és a Vodafone-UPC tájékoztatót helyezett ki a csatorna helyén. 2020. január 15-én a Vodafone-UPC-n a Cartoon Network testvércsatornája, a Boomerang vette át a helyét.

## A csatornán leadott sorozatok
- 60 állati kalandom
- A Degrassi gimi
- A Lyoko Kód
- A Lyoko Kód: Evolúció
- A sárkány legendája
- A Stanley család
- Az elveszett dimenzió
- Az idő kalandorai
- Aktuális csízió
- Álomőrzők
- Angry Birds Toons
- Anti-szörny különítmény
- Basketeers – A kosárcsapat
- Bernard (reklámszünetek alatt) (Sugárzását a Minimax vette át)
- Casper az Ijesztő Iskolában
- Chima legendái (Sugárzását a Kiwi TV vette át)
- Chuck megoldja
- Cyboars – A kiberkonda
- Delilah és Julius
- Les Go
- Enyo Legendája
- Erky és Perky
- Extreme Football
- Felspannolva
- Flight Squad – A Mentőcsapat
- Freefonix – A zenebetyárok
- Fura suli
- G. I. Joe Renegátok
- Galactik Football
- Gaming Show
- Gatyás bagázs
- Ghost Rockers
- Gormiti
- Hekker Zek (Sugárzását a Minimax vette át)
- Hello, West Hill gimi!
- Hero Factory
- Hiperhaver
- Hot Wheels – Az 5-ös osztag
- Huntik – A Titánok nyomában
- IMP
- Invizimals
- Legendás Ököl
- Kaja-kalandok (Sugárzását az M2 vette át)
- Kamen Rider: Dragon Knight
- Kémsuli
- Készen állsz?
- Kong
- Kvantum akciócsoport
- Lányok kontra fiúk
- Láthatatlan Alan
- Lego Ninjago: A Spinjitzu mesterei (Sugárzását a Cartoon Network vette át)
- Leon (reklámszünetek alatt)
- Linkers – Titkos kódok
- Loopolva (Sugárzását a Minimax vette át)
- Maggie és Bianca – Divatból jeles
- Magi-Nation
- Majrés mókus
- Matt Hatter történetei
- Max Steel
- Metajets
- Mormota mesterek
- Mr. Young
- Mudpit
- Mutánsvadászok
- Oscar oázisa
- Ókori Kalandok
- Pac-Man és a szellemkaland
- Planktoninvázió
- Power Rangers
- Rádiókalózok
- ROX
- Sam Fox extrém kalandjai
- Skyland – Az új világ
- Slugterra
- Sonic Boom
- Sötét jóslat
- Stréberek és Rémek
- Street Football
- Super 4 (Sugárzását a Minimax vette át)
- Szaladin
- Szőrmókák
- Sztárcsatárok (Sugárzását a Disney Channel vette át)
- Tara Duncan
- Táncakadémia
- Teen Days
- The Amaz. E. Friends
- The Avatars
- The Wannabes
- Totál turbó – Az új generáció
- Transformers: Armada (Sugárzását a Kiwi TV vette át)
- Transformers: Cybertron
- Transformers: Energon
- Szörfsuli
- Ütős hatos
- Viharvilág
- Voltron: A harmadik dimenzió
- Voltron hadtest
- X-Men – Az újrakezdés
- Zip Zip
- Zorro – a jövő harcosa